# Parafia Znalezienia Krzyża Świętego w Mokrelipiu
Parafia Znalezienia Krzyża Świętego w Mokremlipiu – parafia rzymskokatolicka znajdująca się w dekanacie Szczebrzeszyn, w diecezji zamojsko-lubaczowskiej. 
Parafia została erygowana w dniu 15 stycznia 1403.
Do parafii należą wierni z następujących miejscowości: Mokrelipie, Sąsiadka, Sułowiec, Zaburze, Zakłodzie
Liczba mieszkańców: 1650.